# 波森 (密歇根州)
波森（英語：Posen）是位於美國密歇根州普雷斯克艾爾縣波森鎮區的一個村。

## 人口
根據2020年美國人口普查的數據，波森的面積為2.59平方千米，當中陸地面積為2.59平方千米，而水域面積為0.00平方千米。當地共有人口270人，而人口密度為每平方千米104人。